# Notizschrift

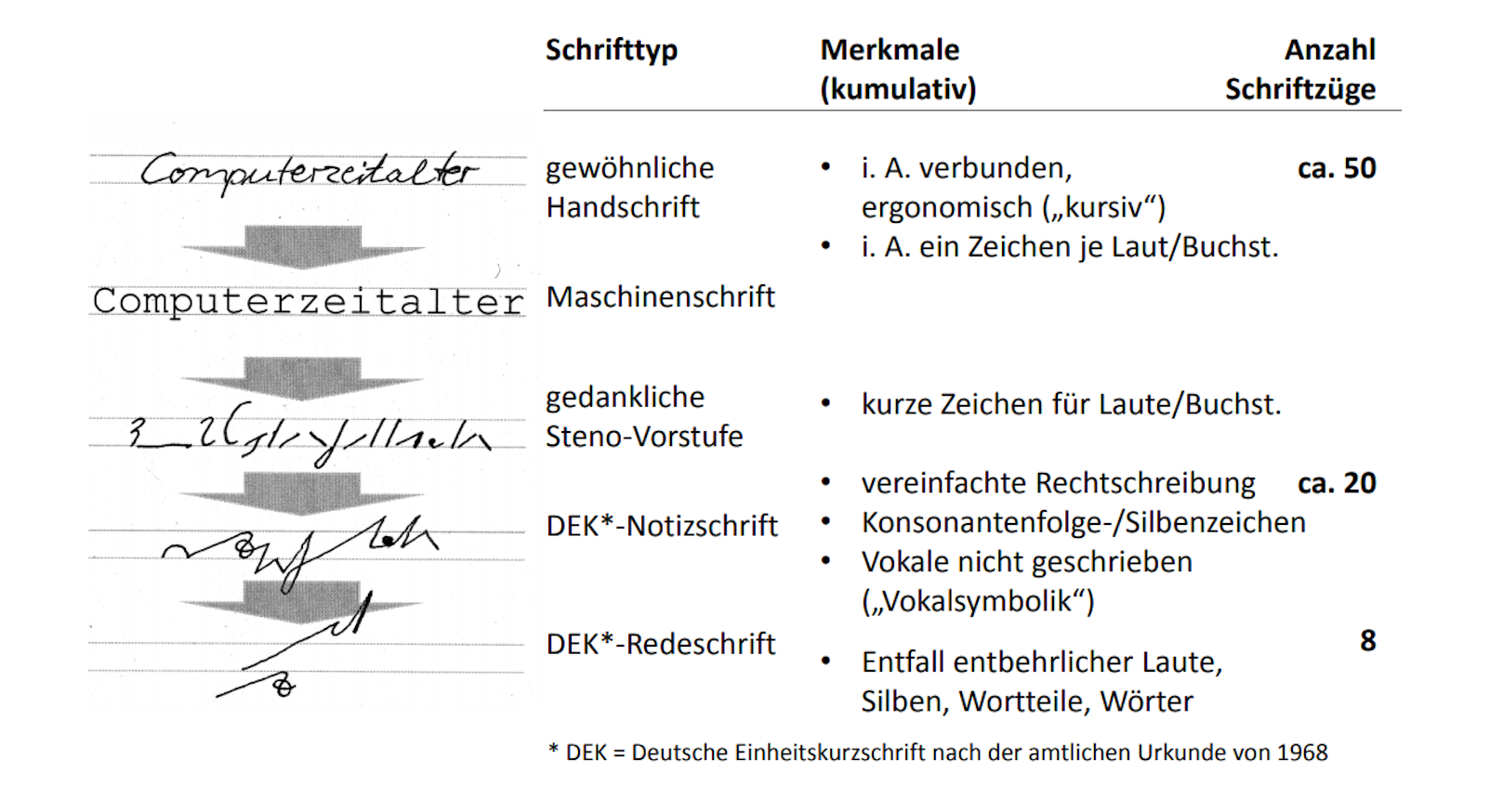
Vergleich: gewöhnliche Handschrift, Maschinenschrift, gedankliche Steno-Vorstufe, DEK-Notizschrift, DEK-Redeschrift

Die Notizschrift auf der Grundlage der Deutschen Einheitskurzschrift, kurz Notizschrift (DEK) oder DEK-Notizschrift, ist eine Vorstufe zur Deutschen Einheitskurzschrift (DEK).

## Entwicklung
Die DEK-Notizschrift steht in einer Reihe von didaktischen und methodischen Vereinfachungsversuchen der Stenografie seit den 1970er-Jahren. Sie zielt dabei auf die volle Kompatibilität zur in Deutschland weit verbreiteten DEK. Die DEK-Notizschrift hat ihren Ursprung in den späten 1970er-Jahren, also einer Zeit, in der die Stenografie aufgrund von Diktiergeräten und Computer-Textverarbeitung mehr und mehr ihre Berechtigung zu verlieren schien. Vereinfachungssysteme sollten Bildungsinteressierte, die originäre Zielgruppe der Stenografie, mit einer neuen Methodik ansprechen, die sich insbesondere in überschaubarer Unterrichtszeit, etwa einem Hochschulsemester, vermitteln und lernen lässt.
Die Notizschrift wurde durch Hans-Jürgen Bäse, Hans Lambrich und Margit Lambrich in den 1980er-Jahren entwickelt und durch Bäse langjährig vor allem am Fachbereich Angewandte Sprachwissenschaften der Universität Mainz in Germersheim erprobt. Sie nutzt den Zeichenvorrat und die vor allem grafischen Kürzungsmittel der DEK-Verkehrsschrift, reduziert diese jedoch im Umfang. Damit bietet sie einen vergleichsweise raschen Zugang zur Stenografie und erfordert ungefähr die Hälfte der Lernzeit der Verkehrsschrift. Diese wiederum ist die Basis unter anderem der DEK-Hochleistungsstufe Redeschrift, die noch heute in zahlreichen deutschen Parlamenten die Basis der täglichen Parlaments-Wortprotokolle bietet.
Die DEK-Notizschrift wurde von den Autoren durch Anwendungsbeispiele für die moderne Nutzung der Schrift begleitet; dabei lag der Fokus nicht mehr auf der bis dahin üblichen sog. Diktatschrift, d. h. der Anwendung für die Aufnahme einer wörtlichen Rede, sondern auf dem Anwendungsziel „Notieren und Konzipieren“, d. h. schriftliche und stichwortartige Niederlegung von Gedanken.

## Kritik
Die DEK-Notizschrift sah und sieht sich vielfältiger differenzierter Kritik gegenüber. U. a. wird ihr vorgeworfen, dass sie eine begrenzte Leistungsfähigkeit hat. Sie ließe Schreibgeschwindigkeiten von maximal etwa 100 Silben/Minute zu, wogegen die Unterstufe der DEK (Verkehrsschrift) gut die Hälfte mehr erlaube. Der Referenzpunkt, die normale menschliche Handschrift (sog. Langschrift), ermöglicht eine maximale Schreibgeschwindigkeit von etwa 40 Silben/Minute. Übersehen wird bei den Kritikern allerdings oft, dass die Entwickler von Notizschriften von vornherein keine hohen Diktatgeschwindigkeiten für die jeweiligen Systeme anstreben, sondern eine Leistungsfähigkeit bis zu etwa 100 Silben/Minute in Verbindung mit einer schnelleren und leichteren Erlernbarkeit der jeweiligen Schrift im Auge haben.